# Воклен де ла Френэ, Жан
Жан Вокле́н де ла Френэ́ (фр. Jean Vauquelin de la Fresnaye; 1536 — 1607, Кан) — французский поэт и теоретик поэзии.

## Биография
Родился в замке Ла-Френе-о-Соваж близ Фалеза, в Нижней Нормандии. Учился языкам и праву в Париже, Пуатье, Бурже. Прекрасно знал греческий и латинский языки, а также итальянский и испанский. Участвовал в религиозных войнах под началом маршала Матиньона, был ранен при осаде Сен-Ло (1574). Представлял город Кан на заседании Генеральных штатов в Блуа. При Генрихе IV стал председателем суда в Кане, где и провёл большую часть жизни.
Сын — поэт-либертин Николя Воклен Дез Ивето.

## Творчество
Поэзия Воклена развивалась под влиянием «Плеяды», с членами которой он был близок. Первая его книга — «Лесные поэмы» (Les Foresteries) — вышла в 1555 году. В неё вошло 24 эклоги (фактически Воклен первым ввёл во французскую поэзию пасторальный жанр по образцу Феокрита и Саннадзаро). Полвека спустя он выпустил выпустил обширную подборку своих сочинений под названием «Различные стихотворения» (Les diverses poesies, 1605), куда вошло и снискавшее наибольшую известность произведение Воклена, поэма-трактат «Поэтическое искусство» (L’Art poetique). Эта дидактическая поэма (с посвящением Генриху III) была в основном сочинена после 1582 года и дополнена в начале 1600-х годов (в тексте упомянуты Малерб и Тассо). В своих рассуждениях о поэзии Воклен подражает Горацию («Послание к Пизонам»), но с учётом аристотелизма XVI века. Автор «Поэтического искусства» приводит очерки развития различных поэтических жанров и восхваляет Ронсара и Дюбелле.

## Наследие
Воклен, пользовавшийся большой известностью при жизни и долго после смерти, был совсем забыт в XVII в. Причина этого главным образом в том, что законодатель французского Парнаса Буало ни разу не обмолвился о предшественнике, сочинениями которого очень широко пользовался.
Одно из его стихотворений положил на музыку Сен-Санс .

## Издания
- Les diverses poésies de Jean Vauquelin, sieur de La Fresnaie, publiées et annotées par Julien Travers. Caen: F. Le Blanc-Hardel, 1869—1870

## Публикации на русском языке
- Французская классическая эпиграмма/ Сост. и пер. Вл. Васильева. М.: Художественная литература, 1979